# Râul Iazul lui Iancu
Râul Iazul lui Iancu este un curs de apă, afluent al râului Rănghilești. 

## Hărți
- Harta județului Botoșani